# Château de Gouttières
Le château de Gouttières est un château fort situé à Saint-Genest (France).

## Localisation
Le château est situé à Saint-Genest, au sud de Montluçon, dans le département de l'Allier, en région Auvergne-Rhône-Alpes.
Il est construit sur un éperon au confluent du Cher et d'un ruisseau, le Maréchat.

## Description
Le château de Gouttières est l'un des châteaux les plus fortifiés de la région : 5 tours reliées par de puissantes murailles et doublées de larges fossés avec herse et pont-levis. 
Le château actuel, bâti au XVe siècle, se compose d'un corps de bâtiment rectangulaire.
Le parc du château est inscrit au monuments historiques en 2003.

## Historique
Un château primitif, le château d'Hirondelle, est construit dès le IXe siècle, démoli au Xe siècle, lors des invasions des Magyars. Il est reconstruit vers 1150 par Thomas Brandon.
En 1170, le château est pris par Henri II d'Angleterre, en 1188, par Philippe II Auguste et Gui de Dampierre. En 1359, il est repris par Robert Knolles, lieutenant d'Édouard de Woodstock. Il est pillé en 1568 par les réformés..